# Shakhtān
Shakhtān (persiska: شختان) är en ort i Iran.   Den ligger i provinsen Västazarbaijan, i den nordvästra delen av landet, 600 km väster om huvudstaden Teheran. Shakhtān ligger 1 361 meter över havet och antalet invånare är 259.
Terrängen runt Shakhtān är huvudsakligen kuperad, men västerut är den bergig. Shakhtān ligger nere i en dal.Runt Shakhtān är det ganska tätbefolkat, med 80 invånare per kvadratkilometer. Närmaste större samhälle är Ālvātān, 14,0 km söder om Shakhtān. Trakten runt Shakhtān består till största delen av jordbruksmark.